# Головчинер, Виктор Яковлевич
Виктор Яковлевич Головчинер (28 июня 1905, Минск — 15 июля 1961, Вильнюс) — советский режиссёр и драматург. Народный артист БССР (1944) и Литовской ССР (1959).

## Биография
Родился в семье меламеда и учителя музыки.
Учился в Белорусской оперно-драматической студии в Москве (1921—1926), окончив которую, стал актёром, а в 1928 — режиссёром Государственного еврейского театра БССР (БелГОСЕТ) в Минске (в 1942—1946 художественный руководитель).
Режиссёр Белорусского рабочего театра ЦСПСБ (1930—1932), БДТ-1 (1939—1942), главный режиссёр Государственного русского театра БССР (1948).
В период с 1949 по 1951 год работал главным режиссёром Иркутского драматического театра, затем режиссёром Узбекского музыкального театра (1951—1953) и Русского драматического театра в Ташкенте (1953—1954), с 1955 — главный режиссёр Русского драматического театра в Вильнюсе.
Автор пьес «Великодушие» и «Урок жизни» (1935, Белорусский 1-й государственный драматический театр в Минске).

### Театр имени ЦСПСБ
- «Выстрел» А. Безыменского (1930)

### БелТРАМ
- «Севильский цирюльник» (1937)

### БелГОСЕТ
- «Вольпоне» Б. Джонсона (1934)
- «Фальшивая монета» М. Горького (1937)
- «Колдунья» А. Гольдфадена (1941)
- «Пигмалион» Дж. Б. Шоу

### БГТ-1
- «Глупая для других, умная для себя» Л. де Вега

### Государственный русский театр БССР
- «Отелло» У. Шекспира

## Награды
- Заслуженный артист Белорусской ССР (1940)
- орден «Знак Почёта» (20.06.1940) — за выдающиеся заслуги в деле развития белорусского театрального и музыкального искусства